# Vöröshangya
A vöröshangya (Formica) a hártyásszárnyúak (Hymenoptera) rendjébe tartozó hangyák legnépesebb alcsaládjának (Formicidae)  névadó neme többszáz fajjal.

A vöröshangyaformák és a bütyköshangyaformák dolgozóinak fő testtájai (angol jelkulccsal)

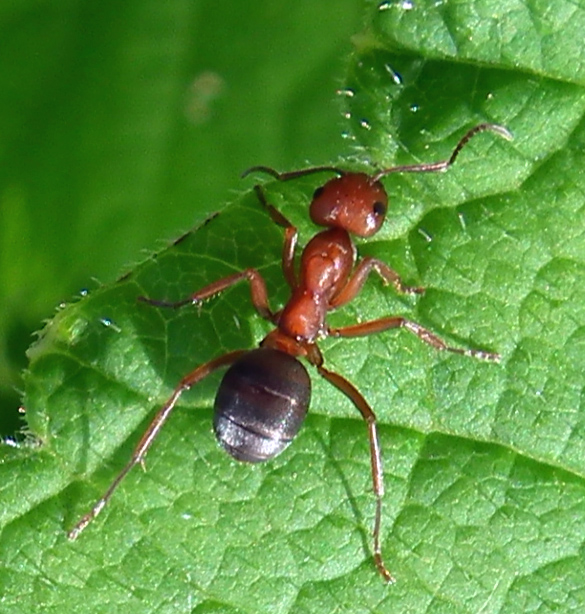
Kétszínű vöröshangya (Formica obscuripes) dolgozója

## Származása, elterjedése
Holarktikus nem: fajai az északi féltekén — alapvetően annak szubtrópusi és mérsékelt éghajlati övében — terjedtek el.
2022-ig Észak-Amerikából 97 faját írták le.
Első maradványai mintegy 16 millió évvel ezelőttről ismeretesek.
Magyarországon élő fajai:
- kis vöröshangya (Formica polyctena)
- réti vöröshangya (Formica pratensis)
- erdei vöröshangya (Formica rufa)
- pirosfejű vöröshangya (Formica truncorum)
- hamvas rabszolgahangya (Formica cinerea)
- pusztai rabszolgahangya (Formica clara)
- gyakori rabszolgahangya (Formica cunicularia)
- kormos rabszolgahangya (Formica fusca)
- fakó rabszolgahangya ( Formica fuscocinerea)
- szurkos rabszolgahangya (Formica gagates)
- hegyi rabszolgahangya (Formica lemani)
- vörös rabszolgahangya (Formica rufibarbis)
- vérvörös rablóhangya (Formica sanguinea)
- nagy vitézhangya (Formica exsecta)
- kis vitézhangya (Formica pressilabris)

Magyarországon nem élő, ismertebb fajok:
- havasi vöröshangya (Formica lugubris)
- kétszínű vöröshangya (Formica obscuripes)
- változékony vöröshangya (Formica pallidefulva)
- alpesi vöröshangya (Formica paralugubris)
- portyázó vöröshangya (Formica subintegra)
- szibériai vöröshangya (Formica uralensis)

## Életmódjuk, élőhelyük
Ragadozó. A sok dolgozó egyesült erővel termetükhöz képest óriási hernyókat és rovarokat ejt el, hogy puha részeiket elfogyasszák. Fészkük környékén elpusztítanak minden, a növényekre káros rovart, és ezzel a hangyaboly közelében álló fákat teljesen megmentik a rovarkároktól. A megfogott zsákmányt nem mindig cipelik haza, hanem gyakran a helyszínen darabolják fel és eszik meg.
Felszín alatti járatai, üregei fölé főleg növényi anyagokat kupacol fel, ezért bolyait gyakran „hangyavárnak” nevezik. Az erdei vöröshangya (Formica rufa) bolyaiban egymilliónál is több egyed élhet (Foitzik–Fritsche, 9. old.).
Mivel fullánkja elcsökevényesedett, a rágóival ejtett sebekbe potroha végéből fecskendez hangyasavat.
Lárvái kokonban bábozódnak (Tartally).
Egyes hangyafajok — például az erdei vöröshangya (Formica rufa) — fiatal királynői el tudják foglalni valamely azonos vagy rokon faj fészkét. A behatoláshoz először (a kiszemelt fészek anyagából vagy dolgozóitól) megszerzik az adott boly azonosító illatanyagát — ezután a dolgozók beengedik őket a fészekbe. Ott megkeresik és megtámadják a boly (addigi) királynőjét. A dolgozók a győztest elfogadják királynőjüknek, a vesztest tápanyagnak hasznosítják. Ez a szociálparazitizmus egyik formája.
Királynői az ősz közeledtén abbahagyják a peterakást, így lárvák és egyéb fiasítás nélkül telelnek át (Kipyatkov, 2001).

## Természetvédelmi helyzete
Magyarországon védettek a növényi törmelékből fészket építő vöröshangyafajok fészkei. Ezek a hangyák csak hatalmas kolóniákban érzik jól magukat, egyébként elpusztulnak (Tartally). A védett fajok:
- kis vöröshangya (Formica polyctena),
- kis vitézhangya (Formica pressilabris),
- nagy vitézhangya (Formica exsecta),
- pirosfejű vöröshangya (Formica truncorum),
- réti vöröshangya (Formica pratensis);

ezekbe beletúrni; belőlük gyűjteni tilos!
Eszmei értékük 2022-ben egységesen 50 000  Ft/boly: